# Ilya Mouromets et le rossignol voleur
Série
Dobrynia Nikititch et Zmeï Gorynytch
(2006) Les Trois Chevaliers et la Reine de Chamakha
(2010)
Pour plus de détails, voir Fiche technique et Distribution.
Ilya Mouromets et le rossignol voleur (Илья Муромец и Соловей-Разбойник, Ilya Mouromets i Soloveï Razboïnik) est un film d'animation russe de Vladimir Toropchine, sorti en 2007.

## Synopsis
Ilya Mouromets affronte le Rossignol-Brigand.

## Fiche technique
- Titre original : Илья Муромец и Соловей-Разбойник, Ilya Mouromets i Soloveï Razboïnik
- Titre français : Ilya Mouromets et le rossignol voleur
- Réalisation : Vladimir Toropchine
- Scénario : Aleksandre Boyarskiy et Maksim Svechnikov
- Musique : Valentin Vasenkov
- Pays d'origine : Russie
- Format : Couleurs - 35 mm - 1,85:1 - Dolby Digital
- Genre : action, animation, aventure, fantasy
- Durée : 80 minutes
- Date de sortie :
  - Russie : 28 décembre 2007

## Distribution

### Voix originales
- Valeri Soloviov  : Ilya Mouromets
- Sergueï Makovetski : le prince de Kiev
- Andreï Toloubeev : le Rossignol-Brigand